# Progres Story 1968–2008
Progres Story 1968–2008 je album brněnské rockové skupiny Progres 2. Jedná se o živou desku, která byla natočena na dvou koncertech v roce 2008 při příležitosti 40. výročí založení kapely. Album vyšlo v listopadu 2008 (viz 2008 v hudbě) ve vydavatelství FT Records.

## Popis alba a jeho historie
Ke 40. výročí založení skupiny The Progress Organization, jež později používala názvy Barnodaj, Progres 2 a Progres-Pokrok, se měl 7. října 2008 v brněnském Semilasse uskutečnit „narozeninový“ koncert, na kterém měli vystoupit všichni hudebníci, kteří touto kapelou mezi roky 1968 a 2008 prošli. Z důvodu velkého zájmu fanoušků byl přidán i druhý koncert na termín 6. října. Obě vystoupení byla totožná a představila se na nich i většina bývalých členů kapely, nepřítomni byli pouze klávesista Daniel Forró, který žije v Japonsku, a kytaristé Peter Peteraj (věnuje se vážné hudbě) a Ivan Manolov (nyní působí v oblasti jazzu). Hudebníci v původních obsazeních odehráli skladby ze všech vydaných alb kromě Změny!.
Kromě 40. narozenin skupiny se také jednalo o opožděné 30. výročí první československé rockové opery Dialog s vesmírem. Oba koncerty byly zorganizovány především na popud kytaristy a zpěváka Pavla Váněho, který se ujal i produkce. Vystoupení byla rovněž natočena a vydána jako stejnojmenné DVD.
Progres Story 1968 – 2008 je dvojalbum zahrnující celkem 25 skladeb z celé doby působnosti kapely. Jednotlivé bloky písní nebyly seřazeny chronologicky. Nejprve vystoupila současná sestava s průřezem skladeb, poté následovaly bloky z alb Mozek, Mauglí, Třetí kniha džunglí, Otrava krve, Barnodaj a Dialog s vesmírem. Přídavek opět odehrála současná sestava. Vůbec poprvé vyšly na albu skladby „Sunshine of Your Love“, „You Keep Me Hangin' On“ a „200 malých cigaretek“.

## Seznam skladeb

### Disk 1
1. „Sunshine of Your Love“ (Clapton, Bruce, Brown) – 5:53
2. „Štěstí“ (Váně/Kopta) – 3:36
z alba Mauglí (1978)
3. „Čistý štít u firmy mít“ (Pelc/Čort) – 4:39
z alba Mozek (1984)
4. „Svět džungle“ (Dragoun/Čort) – 5:45
z alba Třetí kniha džunglí (1982)
5. „Pod generátorem“ (Kluka/Čort) – 4:35
6. „Neznámý génius“ (Pelc/Čort) – 4:35
7. „Kdo je tam?“ (Kluka/Čort) – 4:00
tři skladby z alba Mozek (1984)
8. „Mauglí“ (Váně/Kopta) – 3:38
9. „Osud“ (Váně/Kopta) – 4:43
dvě skladby z alba Mauglí (1978)
10. „Čím je svět můj“ (Morávek/Čort) – 7:05
11. „To já se vracím“ (Pelc/Čort) – 4:37
12. „Muž, který se podobá odvrácené straně Měsíce“ (Dragoun/Čort) – 4:05
tři skladby z alba Třetí kniha džunglí (1982)

### Disk 2
1. „Požár věžní těže“ (Nytra/Nytra) – 4:39
2. „Pochod plášťů ve větru“ (Kluka/Kluka) – 4:22
dvě skladby z alba Otrava krve (1990)
3. „I Feel Free“ (Bruce/Brown) – 4:42
4. „Ikaros“ (Sochor/Ulrych) – 2:46
5. „You Keep Me Hangin' On“ (Brian Holland, Edward Holland, Jr., Dozier) – 5:51
6. „Ptáčník“ (Kluka/Žalčík) – 4:03
tři skladby (kromě „You Keep Me Hangin' On“) z alba Barnodaj (1971)
7. „V zajetí počítačů“ (Kluka) – 3:20
8. „Země 2555“ (Kluka/Man) – 4:25
9. „Píseň o jablku“ (Pelc/Man) – 9:08
10. „Odlet“ (Kluka/Man) – 5:08
11. „Planeta Hieronyma Bosche I“ (Váně/Man) – 4:59
12. „Planeta Hieronyma Bosche II“ (Váně/Man) – 7:38
šest skladeb z alba Dialog s vesmírem (1980)
13. „200 malých cigaretek“ (Kluka/Šrámek) – 7:53

## Obsazení
- Progres 2
  - Pavel Váně – elektrická kytara, vokály, zpěv (CD1: 1–4, 8, 9; CD2: 3–13)
  - Miloš Morávek – elektrická kytara (CD1: 1–4, 10–12; CD2: 7–13)
  - Pavel Pelc – baskytara, vokály, zpěv (CD1: 1–12; CD2: 7–13)
  - Roman Dragoun – klávesy, zpěv (CD1: 1–4, 10–12; CD2: 13)
  - Zdeněk Kluka – bicí, zobcová flétna, vokály, zpěv (CD1: 1–12; CD2: 1–13)
- Emanuel Sideridis – baskytara, vokály, zpěv (CD2: 3–6)
- Jan Sochor – klávesy, vokály, zpěv (CD1: 8, 9; CD2: 3–6)
- Aleš Bajger – elektrická kytara, vokály, zpěv (CD1: 5–7)
- Pavla Střechová – zpěv (CD2: 1, 2)
- Milan Nytra – klávesy, vokály, zpěv (CD2: 1, 2)
- Mirek Sova – elektrická kytara, vokály (CD1: 5–7; CD2: 1, 2)
- Dalibor Dunovský – baskytara (CD2: 1, 2)
- Borek Nedorost – klávesy, vokály (CD1: 1–7; CD2: 5–13)